# Qualifications des épreuves de judo aux Jeux olympiques d'été de 2012
Pour un article plus général, voir Judo aux Jeux olympiques d'été de 2012.
Les places qualificatives pour les épreuves de judo des Jeux olympiques d'été de 2012 sont basées sur le classement mondial du 1er mai 2012, élaboré par la Fédération internationale de judo.
Les 22 meilleurs hommes et 12 meilleures femmes du classement mondial dans chaque catégorie se qualifient, avec une limite d'un judoka par pays par catégorie.

## Qualifications
Pour consulter les règles complètes publiées par la Fédération internationale de judo, vous pouvez lire l'article récapitulatif sur le site officiel.
En plus des 366 sportifs qualifiés directement via le système de qualification, 20 invitations sont attribuées par une commission tripartite. La Grande-Bretagne, pays hôte, est automatiquement qualifiée dans les 14 catégories de poids. Au total, 386 quotas sont distribués.
Dans chaque catégories de poids, les 22 meilleurs judokas masculins et les 14 meilleures féminines (dans la limite d'un athlète par pays) du classement mondial au 30 avril 2012 sont qualifiés.
100 quotas sont ensuite distribués selon le classement mondial et en respectant les places allouées par continent selon le tableau suivant :
| Continent                   | Nombre de pays | Hommes | Femmes | Total |
| --------------------------- | -------------- | ------ | ------ | ----- |
| Union africaine de judo     | 47 pays        | 14     | 10     | 24    |
| Union asiatique de judo     | 38 pays        | 12     | 8      | 20    |
| Union européenne de judo    | 50 pays        | 14     | 11     | 25    |
| Union océanienne de judo    | 17 pays        | 7      | 3      | 10    |
| Union panaméricaine de judo | 42 pays        | 13     | 8      | 21    |
| Total                       | Total          | Total  | Total  | 100   |

## Qualifiés par pays
| CNO                              | Hommes     | Hommes     | Hommes     | Hommes     | Hommes     | Hommes      | Hommes      | Femmes     | Femmes     | Femmes     | Femmes     | Femmes     | Femmes     | Femmes     | Total |
| CNO                              | - de 60 kg | - de 66 kg | - de 73 kg | - de 81 kg | - de 90 kg | - de 100 kg | + de 100 kg | - de 48 kg | - de 52 kg | - de 57 kg | - de 63 kg | - de 70 kg | - de 78 kg | + de 78 kg | Total |
| -------------------------------- | ---------- | ---------- | ---------- | ---------- | ---------- | ----------- | ----------- | ---------- | ---------- | ---------- | ---------- | ---------- | ---------- | ---------- | ----- |
| Afghanistan                      |            | X          |            |            |            |             |             |            |            |            |            |            |            |            | 1     |
| Afrique du Sud                   |            |            | X          |            |            |             |             |            |            |            |            |            |            |            | 1     |
| Albanie                          |            |            |            |            |            |             |             |            | X          |            |            |            |            |            | 1     |
| Algérie                          |            |            |            |            |            |             |             |            | X          |            |            |            |            | X          | 2     |
| Allemagne                        | X          |            | X          | X          | X          | X           | X           |            | X          | X          | X          | X          | X          |            | 11    |
| Angola                           |            |            |            |            |            |             |             |            |            |            |            | X          |            |            | 1     |
| Arabie saoudite                  | X          |            |            |            |            |             |             |            |            |            |            |            |            | X          | 2     |
| Argentine                        |            |            |            | X          | X          | X           |             | X          |            |            |            |            |            |            | 4     |
| Arménie                          | X          | X          |            |            |            |             |             |            |            |            |            |            |            |            | 2     |
| Aruba                            |            | X          |            |            |            |             |             |            |            |            |            |            |            |            | 1     |
| Athlètes indépendants            |            |            |            | X          |            |             |             |            |            |            |            |            |            |            | 1     |
| Australie                        | X          | X          |            |            | X          | X           |             |            |            | X          |            |            |            |            | 5     |
| Autriche                         | X          |            |            |            |            |             |             |            |            | X          | X          |            |            |            | 3     |
| Azerbaïdjan                      | X          | X          | X          | X          | X          | X           |             |            |            | X          | X          |            |            |            | 8     |
| Barbade                          |            |            | X          |            |            |             |             |            |            |            |            |            |            |            | 1     |
| Belgique                         |            | X          | X          | X          |            | X           |             | X          | X          |            |            |            |            |            | 6     |
| Belize                           |            | X          |            |            |            |             |             |            |            |            |            |            |            |            | 1     |
| Bénin                            | X          |            |            |            |            |             |             |            |            |            |            |            |            |            | 1     |
| Biélorussie                      |            |            |            |            |            | X           | X           |            |            |            |            |            |            |            | 2     |
| Birmanie                         |            |            |            |            |            |             |             |            |            |            |            |            | X          |            | 1     |
| Bosnie-Herzégovine               |            |            |            |            |            | X           |             |            |            |            |            |            |            |            | 1     |
| Brésil                           | X          | X          | X          | X          | X          | X           | X           | X          | X          | X          | X          | X          | X          | X          | 14    |
| Bulgarie                         |            | X          |            |            |            |             |             |            |            |            |            |            |            |            | 1     |
| Burkina Faso                     |            |            |            |            |            |             |             |            |            |            | X          |            |            |            | 1     |
| Burundi                          |            |            |            |            |            |             |             |            |            |            |            |            | X          |            | 1     |
| Cambodge                         | X          |            |            |            |            |             |             |            |            |            |            |            |            |            | 1     |
| Cameroun                         |            |            |            |            | X          |             |             |            |            |            |            |            |            |            | 1     |
| Canada                           | X          | X          | X          | X          | X          |             |             |            | X          |            | X          | X          |            |            | 8     |
| Cap-Vert                         |            |            |            |            |            |             |             |            |            |            |            |            |            | X          | 1     |
| Chili                            |            | X          |            |            |            |             |             |            |            |            |            |            |            |            | 1     |
| Chine                            | X          |            |            |            |            |             |             | X          | X          | X          | X          | X          | X          | X          | 8     |
| Taipei chinois                   |            | X          |            |            |            |             |             |            |            |            |            |            |            |            | 1     |
| Colombie                         |            |            |            |            |            |             |             |            |            | X          |            | X          |            |            | 2     |
| Corée du Nord                    |            |            |            |            |            |             |             |            | X          |            |            |            |            |            | 1     |
| Corée du Sud                     | X          | X          | X          | X          | X          | X           | X           | X          | X          | X          | X          | X          | X          | X          | 14    |
| Costa Rica                       |            |            | X          |            |            |             |             |            |            |            |            |            |            |            | 1     |
| Côte d'Ivoire                    |            |            |            |            | X          |             |             |            |            |            |            |            |            |            | 1     |
| Croatie                          |            |            |            | X          |            |             |             |            |            |            | X          |            |            |            | 2     |
| Cuba                             |            |            |            |            | X          | X           | X           | X          | X          | X          | X          | X          |            | X          | 9     |
| Djibouti                         |            |            |            |            |            |             |             |            |            | X          |            |            |            |            | 1     |
| Égypte                           |            | X          | X          |            | X          | X           | X           |            |            |            |            |            |            |            | 5     |
| Équateur                         |            |            |            |            |            |             |             |            |            |            | X          |            |            |            | 1     |
| Émirats arabes unis              |            | X          |            |            |            |             |             |            |            |            |            |            |            |            | 1     |
| Espagne                          |            | X          | X          |            |            |             |             | X          | X          | X          |            | X          |            |            | 6     |
| Estonie                          |            |            |            |            |            |             | X           |            |            |            |            |            |            |            | 1     |
| États-Unis                       |            |            | X          | X          |            | X           |             |            |            | X          |            |            | X          |            | 5     |
| Fidji                            |            |            |            | X          |            |             |             |            |            |            |            |            |            |            | 1     |
| Finlande                         | X          |            |            |            |            |             |             |            | X          |            | X          |            |            |            | 3     |
| France                           | X          | X          | X          | X          | X          | X           | X           | X          | X          | X          | X          | X          | X          | X          | 14    |
| Gabon                            |            |            |            |            |            |             |             |            |            |            |            |            | X          |            | 1     |
| Géorgie                          | X          | X          | X          | X          | X          | X           | X           |            |            |            |            |            |            |            | 7     |
| Ghana                            |            |            | X          |            |            |             |             |            |            |            |            |            |            |            | 1     |
| Grèce                            |            |            |            |            | X          |             |             |            |            | X          |            |            |            |            | 2     |
| Guam                             |            |            |            |            |            |             | X           |            |            |            |            |            |            |            | 1     |
| Guatemala                        |            |            |            |            |            |             | X           |            |            |            |            |            |            |            | 1     |
| Guinée                           |            |            |            |            |            |             | X           |            |            |            |            |            |            |            | 1     |
| Guyana                           | X          |            |            |            |            |             |             |            |            |            |            |            |            |            | 1     |
| Haïti                            |            |            |            |            |            |             |             |            | X          |            |            |            |            |            | 1     |
| Honduras                         | X          |            |            |            |            |             |             |            |            |            |            |            |            |            | 1     |
| Hong Kong                        |            |            | X          |            |            |             |             |            |            |            |            |            |            |            | 1     |
| Hongrie                          |            | X          |            | X          | X          |             | X           | X          |            | X          |            | X          | X          |            | 8     |
| Inde                             |            |            |            |            |            |             |             |            |            |            | X          |            |            |            | 1     |
| Iran                             |            |            |            |            |            | X           | X           |            |            |            |            |            |            |            | 2     |
| Irlande                          |            |            |            |            |            |             |             | X          |            |            |            |            |            |            | 1     |
| Islande                          |            |            |            |            |            |             | X           |            |            |            |            |            |            |            | 1     |
| Israël                           | X          | X          | X          |            |            | X           |             |            |            |            | X          |            |            |            | 5     |
| Italie                           | X          | X          |            | X          | X          |             |             | X          | X          | X          | X          | X          |            |            | 9     |
| Japon                            | X          | X          | X          | X          | X          | X           | X           | X          | X          | X          | X          | X          | X          | X          | 14    |
| Kazakhstan                       | X          | X          | X          | X          | X          | X           | X           | X          |            |            |            |            |            | X          | 9     |
| Kirghizistan                     |            |            |            |            | X          |             | X           |            |            |            |            |            |            |            | 2     |
| Lettonie                         |            |            |            | X          |            | X           | X           |            |            |            |            |            |            |            | 3     |
| Liban                            |            |            |            |            |            |             |             |            |            |            | X          |            |            |            | 1     |
| Liberia                          |            |            |            | X          |            |             |             |            |            |            |            |            |            |            | 1     |
| Libye                            |            | X          |            |            |            |             |             |            |            |            |            |            |            |            | 1     |
| Lituanie                         |            |            |            |            | X          |             | X           |            |            |            |            |            |            |            | 2     |
| Luxembourg                       |            |            |            |            |            |             |             |            | X          |            |            |            |            |            | 1     |
| Madagascar                       |            |            |            | X          |            |             |             |            |            |            |            |            |            |            | 1     |
| Mali                             |            |            |            |            |            | X           |             |            |            |            |            |            |            |            | 1     |
| Maroc                            | X          |            |            | X          |            |             |             |            |            |            | X          |            |            |            | 3     |
| Mexique                          | X          |            |            |            |            |             |             |            |            |            |            |            |            | X          | 2     |
| Moldavie                         |            |            |            | X          | X          |             |             |            |            |            |            |            |            |            | 2     |
| Monaco                           | X          |            |            |            |            |             |             |            |            |            |            |            |            |            | 1     |
| Mongolie                         | X          | X          | X          |            |            | X           |             | X          | X          | X          | X          |            | X          |            | 9     |
| Monténégro                       |            |            |            | X          |            |             |             |            |            |            |            |            |            |            | 1     |
| Nauru                            |            |            | X          |            |            |             |             |            |            |            |            |            |            |            | 1     |
| Niger                            | X          |            |            |            |            |             |             |            |            |            |            |            |            |            | 1     |
| Nouvelle-Zélande                 |            |            |            |            |            |             |             |            |            |            |            | X          |            |            | 1     |
| Ouzbékistan                      | X          | X          | X          | X          | X          | X           | X           |            |            |            |            |            |            |            | 7     |
| Palaos                           |            |            |            |            |            |             |             |            |            |            | X          |            |            |            | 1     |
| Palestine                        |            |            | X          |            |            |             |             |            |            |            |            |            |            |            | 1     |
| Panama                           |            |            |            | X          |            |             |             |            |            |            |            |            |            |            | 1     |
| Papouasie-Nouvelle-Guinée        |            | X          |            |            |            |             |             |            |            |            |            |            |            |            | 1     |
| Paraguay                         |            | X          |            |            |            |             |             |            |            |            |            |            |            |            | 1     |
| Pays-Bas                         | X          |            | X          | X          |            | X           | X           | X          |            |            | X          | X          | X          |            | 9     |
| Pérou                            | X          |            |            |            |            |             |             |            |            |            |            |            |            |            | 1     |
| Philippines                      |            |            |            |            |            |             | X           |            |            |            |            |            |            |            | 1     |
| Portugal                         |            |            | X          |            |            |             |             |            | X          | X          |            |            | X          |            | 4     |
| Pologne                          |            | X          | X          |            |            |             | X           |            |            |            |            | X          | X          | X          | 6     |
| Porto Rico                       |            |            |            |            |            |             |             |            |            |            |            |            |            | X          | 1     |
| République démocratique du Congo |            |            |            |            |            |             | X           |            |            |            |            |            |            |            | 1     |
| République dominicaine           |            |            |            |            |            |             |             |            | X          |            |            |            |            |            | 1     |
| Tchéquie                         |            |            | X          | X          |            | X           |             |            |            |            |            |            |            |            | 3     |
| Roumanie                         |            | X          |            |            |            | X           | X           | X          | X          | X          |            |            |            |            | 6     |
| Royaume-Uni                      | X          | X          | X          | X          | X          | X           | X           | X          | X          | X          | X          | X          | X          | X          | 14    |
| Russie                           | X          | X          | X          | X          | X          | X           | X           | X          | X          | X          |            |            | X          | X          | 12    |
| Rwanda                           |            |            | X          |            |            |             |             |            |            |            |            |            |            |            | 1     |
| Salvador                         |            | X          |            |            |            |             |             |            |            |            |            |            |            |            | 1     |
| Îles Salomon                     | X          |            |            |            |            |             |             |            |            |            |            |            |            |            | 1     |
| Samoa                            |            |            | X          |            |            |             |             |            |            |            |            |            |            |            | 1     |
| Samoa américaines                |            |            |            |            |            | X           |             |            |            |            |            |            |            |            | 1     |
| Sénégal                          |            |            |            |            |            |             |             |            |            | X          |            |            |            |            | 1     |
| Serbie                           |            |            |            |            | X          |             |             |            |            |            |            |            |            |            | 1     |
| Seychelles                       |            |            |            |            |            | X           |             |            |            |            |            |            |            |            | 1     |
| Slovaquie                        |            |            |            |            | X          |             |             |            |            |            |            |            |            |            | 1     |
| Slovénie                         |            | X          |            | X          |            |             | X           |            |            | X          | X          | X          | X          | X          | 8     |
| Suède                            |            |            |            |            | X          |             |             |            |            |            |            |            |            |            | 1     |
| Suisse                           | X          |            |            |            |            |             |             |            |            |            |            | X          |            |            | 2     |
| Tadjikistan                      |            |            | X          |            | X          |             |             |            |            |            |            |            |            |            | 2     |
| Tchad                            |            |            |            |            |            |             |             |            |            |            |            | X          |            |            | 1     |
| Thaïlande                        |            |            |            |            |            | X           |             |            |            |            |            |            |            |            | 1     |
| Togo                             |            |            |            | X          |            |             |             |            |            |            |            |            |            |            | 1     |
| Tunisie                          |            |            |            |            |            |             | X           |            |            |            |            | X          | X          | X          | 4     |
| Turkménistan                     |            |            |            |            |            |             |             |            |            |            | X          |            |            |            | 1     |
| Turquie                          |            |            | X          |            |            |             |             |            |            |            |            |            |            | X          | 2     |
| Ukraine                          | X          | X          | X          | X          | X          | X           | X           |            |            |            |            | X          | X          | X          | 10    |
| Uruguay                          |            |            |            |            | X          |             |             |            |            |            |            |            |            |            | 1     |
| Vanuatu                          |            |            |            |            |            |             | X           |            |            |            |            |            |            |            | 1     |
| Venezuela                        | X          | X          |            |            |            |             |             |            |            |            |            |            |            |            | 2     |
| Viêt Nam                         |            |            |            |            |            |             |             | X          |            |            |            |            |            |            | 1     |
| Yémen                            | X          |            |            |            |            |             |             |            |            |            |            |            |            |            | 1     |
| Zambie                           |            |            |            | X          |            |             |             |            |            |            |            |            |            |            | 1     |
| Total: 133 CNO                   | 37         | 36         | 34         | 33         | 30         | 31          | 32          | 19         | 22         | 25         | 23         | 22         | 21         | 20         | 387   |

## Hommes
Ce qui suit est la liste des qualifiés par catégories,,,.

### Poids super-légers (60 kg)
| Section                           | Places | Qualifiés |
| --------------------------------- | ------ | --- |
| Pays organisateur                 | 1      | Ashley McKenzie ( Royaume-Uni) |
| Classement mondial                | 22     | Rishod Sobirov ( Ouzbékistan) Hiroaki Hiraoka ( Japon) Georgii Zantaraia ( Ukraine) Arsen Galstyan ( Russie) Choi Gwang-Hyeon ( Corée du Sud) Ilgar Mushkiyev ( Azerbaïdjan) Sofiane Milous ( France) Tumurkhuleg Davaadorj ( Mongolie) Hovhannes Davtyan ( Arménie) Betkli Shuvkani ( Géorgie) Felipe Kitadai ( Brésil) Jeroen Mooren ( Pays-Bas) Yerkebulan Kossayev ( Kazakhstan) Tobias Englmaier ( Allemagne) Sergio Pessoa ( Canada) Elio Verde ( Italie) Ludwig Paischer ( Autriche) Yassine Moudatir ( Maroc) Lamusi A ( Chine) Arnie Dickins ( Australie) Javier Guedez ( Venezuela) Valtteri Jokinen ( Finlande) |
| Places additionnelles (Europe)    | 2      | Ludovic Chammartin ( Suisse) Artiom Arshansky ( Israël) |
| Places additionnelles (Afrique)   | 2      | Zakari Gourouza ( Niger) Neuso Sigauque ( Mozambique) |
| Places additionnelles (Amériques) | 2      | Juan Postigos ( Pérou) Nabor Castillos ( Mexique) |
| Places additionnelles (Asie)      | 2      | Eisa Majrashi ( Arabie saoudite) Ali Khousrof ( Yémen) |
| Places additionnelles (Océanie)   | 2      | Tony Lomo ( Îles Salomon) |
| Invitations                       | 5      | Kenny Alexander Godoy Godoy ( Honduras) Yann Siccardi ( Monaco) Jacob Gnahoui ( Bénin) Raul Lall ( Guyana) Ratanakmony Khom ( Cambodge) |
| Total                             | 37     | |

### Poids mi-légers (66 kg)
| Section                           | Places | Qualifiés |
| --------------------------------- | ------ | --- |
| Pays organisateur                 | 1      | Colin Oates ( Royaume-Uni) |
| Classement mondial                | 22     | Musa Mogushkov ( Russie) Khashbaataryn Tsagaanbaatar ( Mongolie) Masashi Ebinuma ( Japon) Leandro Cunha ( Brésil) Rok Draksic ( Slovénie) Cho Jun-Ho ( Corée du Sud) David Larose ( France) Sugoi Uriarte ( Espagne) Sergey Lim ( Kazakhstan) Tarlan Karimov ( Azerbaïdjan) Miklos Ungvari ( Hongrie) Serhiy Drebot ( Ukraine) Ivo dos Santos ( Australie) Ricardo Valderrama ( Venezuela) Armen Nazarian ( Arménie) Sasha Mehmedovic ( Canada) Dan Fasie ( Roumanie) Francesco Faraldo ( Italie) Mirzahid Farmonov ( Ouzbékistan) Lasha Shavduatashvili ( Géorgie) Golan Pollack ( Israël) |
| Places additionnelles (Europe)    | 2      | Martin Ivanov ( Bulgarie) Daniel Garcia Gonzalez ( Andorre) |
| Places additionnelles (Afrique)   | 2      | Ahmed Awad ( Égypte) Ahmed Yousef Elkawiseh ( Libye) |
| Places additionnelles (Amériques) | 2      | Alejandro Zúñiga ( Chili) Carlos Figueroa ( Salvador) |
| Places additionnelles (Asie)      | 2      | Humaid Alderei ( Émirats arabes unis) Kai-Wen Tu ( Taipei chinois) |
| Places additionnelles (Océanie)   | 1      | Raymond Ovinou (PNG) |
| Invitations                       | 4      | Abraham Acevedo ( Paraguay) Ajmal Faizzada ( Afghanistan) Jayme Lee Mata ( Aruba) Eddermys Sanchez ( Belize) |
| Total                             | 36     | |

### Poids légers (73 kg)
| Section                           | Places | Qualifiés |
| --------------------------------- | ------ | --- |
| Pays organisateur                 | 1      | Daniel Williams ( Royaume-Uni) |
| Classement mondial                | 22     | Wang Ki-Chun ( Corée du Sud) Riki Nakaya ( Japon) Dex Elmont ( Pays-Bas) Mansur Isaev ( Russie) Nyam-Ochir Sainjargal ( Mongolie) Ugo Legrand ( France) Navruz Jurakobilov (en) ( Ouzbékistan) Dirk Van Tichelt ( Belgique) Joao Pina ( Portugal) Bruno Mendonça ( Brésil) Volodymyr Soroka ( Ukraine) Christopher Voelk ( Allemagne) Nicholas Delpopolo ( États-Unis) Tomasz Adamiec ( Pologne) Rasul Boqiev ( Tadjikistan) Nicholas Tritton ( Canada) Jaromir Jezek ( Tchéquie) Huessein Hafiz ( Égypte) Rinat Ibragimov ( Kazakhstan) Nugzar Tatalashvili ( Géorgie) Ioseb Palelashvili ( Israël) Kiyoshi Uematsu ( Espagne) |
| Places additionnelles (Europe)    | 2      | Rustam Orujov ( Azerbaïdjan) Sezer Huysuz ( Turquie) |
| Places additionnelles (Afrique)   | 2      | Emmanuel Nartey ( Ghana) Gideon Van Zyl ( Afrique du Sud) |
| Places additionnelles (Amériques) | 2      | Kyle Maxwell ( Barbade) Osman Murillo Segura ( Costa Rica) |
| Places additionnelles (Asie)      | 2      | Chi Yip Cheung ( Hong Kong) Maher Abu Rmilah ( Palestine) |
| Places additionnelles (Océanie)   | 2      | Aleni Smith ( Samoa) Sled Dowabobo ( Nauru) |
| Invitations                       | 1      | Fred Yannick Sekamana Uwase ( Rwanda) |
| Total                             | 34     | |

### Poids mi-moyens (81 kg)
| Section                           | Places | Qualifiés |
| --------------------------------- | ------ | --- |
| Pays organisateur                 | 1      | Euan Burton ( Royaume-Uni) |
| Classement mondial                | 22     | Leandro Guilheiro ( Brésil) Kim Jae-Bum ( Corée du Sud) Elnur Mammadli ( Azerbaïdjan) Ole Bischof ( Allemagne) Takahiro Nakai ( Japon) Ivan Nifontov ( Russie) Alain Schmitt ( France) Travis Stevens ( États-Unis) Guillaume Elmont ( Pays-Bas) Safouane Attaf ( Maroc) Srdjan Mrvaljevic ( Monténégro) Antonio Ciano ( Italie) Tomislav Marijanovic ( Croatie) Islam Bozbayev ( Kazakhstan) Antoine Valois-Fortier ( Canada) Artem Vasylenko ( Ukraine) Avtandil Tchrikishvili ( Géorgie) Aljaz Sedej ( Slovénie) Emmanuel Lucenti ( Argentine) Joachim Bottieau ( Belgique) Laszlo Csoknyai ( Hongrie) Sergiu Toma ( Moldavie) |
| Places additionnelles (Europe)    | 2      | Jaromir Musil ( Tchéquie) Konstantins Ovchinnikovs ( Lettonie) |
| Places additionnelles (Afrique)   | 2      | Fetra Ratsimiziva ( Madagascar) Boas Munyonga ( Zambie) |
| Places additionnelles (Amériques) | 2      | Omar Simmonds Pea ( Panama) Reginald de Windt ( Antilles néerlandaises) |
| Places additionnelles (Asie)      | 1      | Yakhyo Imamov Guilheiro ( Ouzbékistan) |
| Places additionnelles (Océanie)   | 1      | Josateki Naulu ( Fidji) |
| Invitations                       | 2      | Liva Saryee (LBR) Kouami Sacha Denanyoh ( Togo) |
| Total                             | 33     | |

### Poids moyens (90 kg)
| Section                           | Places | Qualifiés |
| --------------------------------- | ------ | --- |
| Pays organisateur                 | 1      | Winston Gordon ( Royaume-Uni) |
| Classement mondial                | 22     | Ilias Iliadis ( Grèce) Masashi Nishiyama ( Japon) Dilshod Choriev ( Ouzbékistan) Varlam Liparteliani ( Géorgie) Asley González ( Cuba) Tiago Camilo ( Brésil) Kirill Denisov ( Russie) Elkhan Mammadov ( Azerbaïdjan) Marcus Nyman ( Suède) Alexandre Émond ( Canada) Song Dae-Nam ( Corée du Sud) Roberto Meloni ( Italie) Hesham Mesbah ( Égypte) Mark Anthony ( Australie) Karolis Bauza ( Lituanie) Milan Randl ( Slovaquie) Roman Gontyuk ( Ukraine) Timur Bolat ( Kazakhstan) Chingiz Mamedov ( Kirghizistan) Dmitri Gerasimenko ( Serbie) Christophe Lambert ( Allemagne) Romain Buffet ( France) |
| Places additionnelles (Europe)    | 2      | Tamas Maradasz ( Hongrie) Ivan Remarenco ( Moldavie) |
| Places additionnelles (Afrique)   | 2      | Dieudonne Dolassem ( Cameroun) Kinapeya Romeo Kone ( Côte d'Ivoire) |
| Places additionnelles (Amériques) | 2      | Héctor Campos ( Argentine) Juan Romero ( Uruguay) |
| Places additionnelles (Asie)      | 1      | Parviz Sobirov ( Tadjikistan) |
| Places additionnelles (Océanie)   | –      | |
| Invitations                       | –      | |
| Total                             | 30     | |

### Poids mi-lourds (100 kg)
| Section                           | Places | Qualifiés |
| --------------------------------- | ------ | --- |
| Pays organisateur                 | 1      | James Austin ( Royaume-Uni) |
| Classement mondial                | 22     | Maxim Rakov (en) ( Kazakhstan) Henk Grol ( Pays-Bas) Takamasa Anai ( Japon) Tuvshinbayar Naidan ( Mongolie) Ramiziddin Sayidov ( Ouzbékistan) Tagir Khaybulaev ( Russie) Ariel Zeevi ( Israël) Hwang Hee-Tae ( Corée du Sud) Ramadan Darwish ( Égypte) Lukáš Krpálek ( Tchéquie) Levan Zhorzholiani ( Géorgie) Elco van der Geest ( Belgique) Jevgenijs Borodavko ( Lettonie) Thierry Fabre ( France) Dimitri Peters ( Allemagne) Luciano Correa ( Brésil) Amel Mekic ( Bosnie-Herzégovine) Oreidis Despaigne ( Cuba) Artem Bloshenko ( Ukraine) Daniel Kelly ( Australie) Cristian Schmidt ( Argentine) Elmar Gasimov ( Azerbaïdjan) |
| Places additionnelles (Europe)    | 2      | Yauhen Biadulin ( Biélorussie) Daniel Brata ( Roumanie) |
| Places additionnelles (Afrique)   | 2      | Dominic Dugasse ( Seychelles) Oumar Kone ( Mali) |
| Places additionnelles (Amériques) | 1      | Kyle Vashkulat ( États-Unis) |
| Places additionnelles (Asie)      | 2      | Javad Mahjoub ( Iran) Teerawat Homklin ( Thaïlande) |
| Places additionnelles (Océanie)   | -      | |
| Invitations                       | 1      | Anthony Liu ( Samoa américaines) |
| Total                             | 31     | |

### Poids lourds (+100 kg)
| Section                           | Places | Qualifiés |
| --------------------------------- | ------ | --- |
| Pays organisateur                 | 1      | Christopher Sherrington ( Royaume-Uni) |
| Classement mondial                | 22     | Mr Mallet ( France) Andreas Toelzer ( Allemagne) Rafael Silva ( Brésil) Islam El Shehaby ( Égypte) Kim Sung-Min ( Corée du Sud) Alexander Mikhaylin ( Russie) Barna Bor ( Hongrie) Óscar Brayson ( Cuba) Janusz Wojnarowicz ( Pologne) Daiki Kamikawa ( Japon) Marius Paskevicius (en) ( Lituanie) Adam Okruashvili ( Géorgie) Ihar Makarau ( Biélorussie) Matjaz Ceraj ( Slovénie) Stanislav Bondarenko ( Ukraine) Luuk Verbij ( Pays-Bas) Mohammad Rodaki ( Iran) Faicel Jaballah ( Tunisie) Vladut Simionescu ( Roumanie) Jake Andrewartha ( Australie) El Mehdi Malki ( Maroc) Yerzhan Shynkeyev ( Kazakhstan) |
| Places additionnelles (Europe)    | 2      | Martin Padar ( Estonie) Tormodur Jonsson ( Islande) |
| Places additionnelles (Afrique)   | 2      | Cedric Mandembo ( République démocratique du Congo) Facinet Keita ( Guinée) |
| Places additionnelles (Amériques) | 1      | Darrel Castillo ( Guatemala) |
| Places additionnelles (Asie)      | 2      | Iurii Krakovetskii ( Kirghizistan) Tomohiko Hoshina ( Philippines) |
| Places additionnelles (Océanie)   | 2      | Ricardo Blas Jr ( Guam) Nazario Fiakaifonu ( Vanuatu) |
| Invitations                       | –      | |
| Total                             | 32     | |

## Femmes

### Poids super-légers (48 kg)
| Section                           | Places | Qualifiées |
| --------------------------------- | ------ | --- |
| Pays organisateur                 | 1      | Kelly Edwards ( Royaume-Uni) |
| Classement mondial                | 14     | Tomoko Fukumi ( Japon) Sarah Menezes ( Brésil) Charline Van Snick ( Belgique) Alina Dumitru ( Roumanie) Urantsetseg Munkhbat ( Mongolie) Éva Csernoviczki ( Hongrie) Wu Shugen ( Chine) Paula Pareto ( Argentine) Nataliya Kondratyeva ( Russie) Laëtitia Payet ( France) Oiana Blanco ( Espagne) Chung Jung-Yeon ( Corée du Sud) Dayaris Mestre Álvarez ( Cuba) Elena Moretti ( Italie) |
| Places additionnelles (Europe)    | 2      | Lisa Kearney ( Irlande) Birgit Ente ( Pays-Bas) |
| Places additionnelles (Afrique)   | 0      | - |
| Places additionnelles (Amériques) | 0      | - |
| Places additionnelles (Asie)      | 2      | Alexandra Podryadova ( Kazakhstan) Ngoc Tu Van ( Viêt Nam) |
| Places additionnelles (Océanie)   | 0      | - |
| Invitations                       | –      | |
| Total                             | 19     | |

### Poids mi-légers (52 kg)
| Section                           | Places | Qualifiées |
| --------------------------------- | ------ | --- |
| Pays organisateur                 | 1      | Sophie Cox ( Royaume-Uni) |
| Classement mondial                | 14     | Bundmaa Munkhbaatar ( Mongolie) Misato Nakamura ( Japon) Erika Miranda ( Brésil) Soraya Haddad ( Algérie) Majlinda Kelmendi ( Albanie) Natalia Kuziutina ( Russie) Priscilla Gneto ( France) Ana Carrascosa Zaragoza ( Espagne) Yanet Bermoy Acosta ( Cuba) Joana Ramos ( Portugal) He Hongmei ( Chine) Ilse Heylen ( Belgique) Romy Tarangul ( Allemagne) Andreea Chitu ( Roumanie) |
| Places additionnelles (Europe)    | 2      | Rosalba Forciniti ( Italie) Marie Muller ( Luxembourg) |
| Places additionnelles (Afrique)   | 1      | Christianne Legentil ( Maurice) |
| Places additionnelles (Amériques) | 2      | Linouse Desravine ( Haïti) María García ( République dominicaine) |
| Places additionnelles (Asie)      | 2      | Kim Kyung-Ok ( Corée du Sud) Kum Ae An ( Corée du Nord) |
| Places additionnelles (Océanie)   | 0      | - |
| Invitations                       | –      | |
| Réallocation                      | 1      | Jaana Sundberg ( Finlande) |
| Total                             | 23     | |

### Poids légers (57 kg)
| Section                           | Places | Qualifiées |
| --------------------------------- | ------ | --- |
| Pays organisateur                 | 1      | Sarah Clark ( Royaume-Uni) |
| Classement mondial                | 14     | Kaori Matsumoto ( Japon) Telma Monteiro ( Portugal) Rafaela Silva ( Brésil) Automne Pavia ( France) Sabrina Filzmoser ( Autriche) Corina Caprioriu ( Roumanie) Ioulietta Boukouvala Silva ( Grèce) Kim Jan-Di ( Corée du Sud) Giulia Quintavalle ( Italie) Marti Malloy ( États-Unis) Kifayat Gasimova ( Azerbaïdjan) Hedvig Karakas ( Hongrie) Irina Zabludina ( Russie) Miryam Roper ( Allemagne) |
| Places additionnelles (Europe)    | 2      | Vesna Dzukic ( Slovénie) Concepción Bellorín ( Espagne) |
| Places additionnelles (Afrique)   | 1      | Hortance Diédhiou ( Sénégal) |
| Places additionnelles (Amériques) | 2      | Yurileydis Lupetey Cobas ( Cuba) Yadinys Amaris ( Colombie) |
| Places additionnelles (Asie)      | 2      | Hui Wang ( Chine) Dorjsürengiin Sumiyaa ( Mongolie) |
| Places additionnelles (Océanie)   | 1      | Carli Renzi ( Australie) |
| Invitations                       | 1      | Sally Faissal Abdourahman Raguib ( Djibouti) |
| Réallocation                      | 1      | Joliane Melançon ( Canada) |
| Total                             | 25     | |

### Poids mi-moyens (63 kg)
| Section                           | Places | Qualifiées |
| --------------------------------- | ------ | --- |
| Pays organisateur                 | 1      | Gemma Howell ( Royaume-Uni) |
| Classement mondial                | 14     | Yoshie Ueno ( Japon) Gévrise Emane ( France) Urška Žolnir ( Slovénie) Elisabeth Willeboordse ( Pays-Bas) Xu Lili ( Chine) Alice Schlesinger ( Israël) Munkhzaya Tsedevsuren ( Mongolie) Joung Da-Woon ( Corée du Sud) Claudia Malzahn ( Allemagne) Yaritza Abel Rojas ( Cuba) Ramila Yusubova ( Azerbaïdjan) Marijana Miskovic ( Croatie) Edwige Gwend ( Italie) Mariana Silva ( Brésil) |
| Places additionnelles (Europe)    | 2      | Hilde Drexler ( Autriche) Johanna Ylinen ( Finlande) |
| Places additionnelles (Afrique)   | 2      | Severine Nebie ( Burkina Faso) Rizlen Zouak ( Maroc) |
| Places additionnelles (Amériques) | 1      | Estefania García ( Équateur) |
| Places additionnelles (Asie)      | 2      | Garima Chaudhary ( Inde) Gulnar Hayytbaeva ( Turkménistan) |
| Places additionnelles (Océanie)   | 1      | Jennifer Anson ( Palaos) |
| Invitations                       | 1      | Karen Chammas ( Liban) |

### Poids moyens (70 kg)
| Section                           | Places | Qualifiées |
| --------------------------------- | ------ | --- |
| Pays organisateur                 | 1      | Sally Conway ( Royaume-Uni) |
| Classement mondial                | 14     | Lucie Décosse ( France) Edith Bosch ( Pays-Bas) Haruka Tachimoto ( Japon) Rasa Sraka ( Slovénie) Hwang Ye-Sul ( Corée du Sud) Fei Chen ( Chine) Anett Meszaros ( Hongrie) Maria Portela ( Brésil) Yuri Alvear ( Colombie) Cecilia Blanco ( Espagne) Juliane Robra ( Suisse) Onix Cortés Aldama ( Cuba) Houda Miled ( Tunisie) Katarzyna Klys ( Pologne) |
| Places additionnelles (Europe)    | 2      | Nataliya Smal ( Ukraine) Kerstin Thiele ( Allemagne) |
| Places additionnelles (Afrique)   | 2      | Antonia Moreira ( Angola) Carine Ngarlemdana ( Tchad) |
| Places additionnelles (Amériques) | 1      | Kelita Zupancic ( Canada) |
| Places additionnelles (Asie)      | 0      | |
| Places additionnelles (Océanie)   | 1      | Moira de Villiers ( Nouvelle-Zélande) |
| Invitations                       | –      | |
| Réallocation                      | 1      | Erica Barbieri ( Italie) |
| Total                             | 22     | |

### Poids mi-lourds (78 kg)
| Section                           | Places | Qualifiées |
| --------------------------------- | ------ | --- |
| Pays organisateur                 | 1      | Gemma Gibbons ( Royaume-Uni) |
| Classement mondial                | 14     | Mayra Aguiar ( Brésil) Akari Ogata ( Japon) Audrey Tcheuméo ( France) Kayla Harrison ( États-Unis) Abigel Joo ( Hongrie) Yang Xiuli ( Chine) Lkhamdegd Purevjargal ( Mongolie) Heide Wollert ( Allemagne) Marhinde Verkerk ( Pays-Bas) Anamari Velensek ( Slovénie) Jeong Gyeong-Mi ( Corée du Sud) Amy Cotton ( Canada) Maryna Pryshchepa ( Ukraine) Vera Moskalyuk ( Russie) |
| Places additionnelles (Europe)    | 2      | Daria Pogorzelec ( Pologne) Yahima Ramirez ( Portugal) |
| Places additionnelles (Afrique)   | 2      | Audrey Koumba ( Gabon) Hana Mergheni ( Tunisie) |
| Places additionnelles (Amériques) | 0      | – |
| Places additionnelles (Asie)      | 0      | – |
| Places additionnelles (Océanie)   | 0      | – |
| Invitations                       | 2      | Odette Ntahonvukiye ( Burundi) Aye Aye Aung ( Birmanie) |

### Poids lourds (+78 kg)
| Section                           | Places | Qualifiées |
| --------------------------------- | ------ | --- |
| Pays organisateur                 | 1      | Karina Bryant ( Royaume-Uni) |
| Classement mondial                | 14     | Tong Wen ( Chine) Mika Sugimoto ( Japon) Lucija Polavder ( Slovénie) Ielena Ivachtchenko ( Russie) Idalys Ortiz ( Cuba) Na-Young Kim ( Corée du Sud) Maria Suelen Altheman ( Brésil) Gülşah Kocatürk ( Turquie) Anne-Sophie Mondière ( France) Vanessa Zambotti ( Mexique) Gulzhan Issanova ( Kazakhstan) Urszula Sadkowska ( Pologne) Iryna Kindzerska ( Ukraine) Nihel Cheikhrouhou ( Tunisie) |
| Places additionnelles (Europe)    | 0      | – |
| Places additionnelles (Afrique)   | 2      | Sonia Asselah ( Algérie) Adysangela Moniz ( Cap-Vert) |
| Places additionnelles (Amériques) | 2      | Melissa Mojica ( Porto Rico) Giovanna Blanco ( Venezuela) |
| Places additionnelles (Asie)      | 0      | – |
| Places additionnelles (Océanie)   | 0      | – |
| Invitation du CIO                 | 1      | Wodjan Shahrkhani ( Arabie saoudite) |
| Total                             | 20     | |